# Deckerinnerung
Als Deckerinnerung bezeichnete Sigmund Freud eine bestimmte Art von Kindheitserinnerungen. Damit sollten Mechanismen des Vergessens verdeutlicht werden, die insbesondere auch in anderem Zusammenhang, wie etwa in seiner Schrift Zur Psychopathologie des Alltagslebens, untersucht wurden und einen Weg der Erfahrung des Unbewussten darstellten. Freud unterschied zwischen scheinbar gleichgültigen und nebensächlichen Kindheitserinnerungen und solchen, die er als eindrucksvoll, wichtig und affektreich bezeichnete. Diese letzteren, bedeutsamen Eindrücke werden jedoch durch die ersteren, weniger bedeutsamen gedeckt. Man kann sinngemäß auch sagen, dass die bedeutsamen Erinnerungen durch die weniger bedeutsamen verdeckt werden. Dieser Vorgang ist nach Freud auf einen Widerstand bei der bewussten Reproduktion von Gedächtnisinhalten zurückzuführen. Dabei kommt es meist zu Erinnerungsfehlern. 

## Annahme
1895 formulierte Freud erstmals, dass Gedächtnisinhalte systematischen Veränderungen unterliegen, wie sie besonders bei Neurosen in Erscheinung treten. Zur Erklärung von Neurosen machte er zwei Annahmen:
1. Die psychosexuelle Entwicklung beginnt bereits beim Saugen an der Brust der Mutter.
2. Jeder Neurose liegt eine affektiv bzw. sexuell getönte Verführungsszene, ein sexueller Missbrauch in der Kindheit bzw. eine narzisstische Kränkung zugrunde. Traumatische Ereignisse[5] jeder Art gehen mit Verdrängung der dazugehörenden Affekte einher. Trifft ein Trauma auf eine ganz bestimmte Entwicklungsstufe, so tritt eine Fixierung auf. Bei einer oralen Fixierung treten Süchte und Depressionen, bei einer analen Fixierung treten Zwänge und bei einer phallischen Fixierung tritt Hysterie auf.

## Zwei Arten der Erinnerung
Eugen Drewermann (* 1940) beschreibt die beiden beteiligten Arten von Erinnerung – die verdeckte und die sie verdeckende – in ähnlicher Weise wie auch die beiden familiären Identitäten beim psychologischen Konzept des Familienromans. Die Unterscheidung beider Erinnerungen erfolgt in Anlehnung an Søren Kierkegaards Definition der Gleichzeitigkeit. Mit dem Begriff der Gleichzeitigkeit, so Drewermann, habe Kierkegaard ganz im Sinne der romantischen Hermeneutik gerade nicht die historisch reale Wirklichkeit im Sinne des Historismus und damit natürlich auch keine exakten historischen Details gemeint. Vielmehr sei es ihm um die aktuelle geistige, ganz individuelle und persönliche Verbindung mit vergangenem Geschehen gegangen. Damit wird nach Kierkegaard eine äußere (historische) und eine innere (geistige, unbewusste, phantasierte etc.) Wirklichkeit voneinander unterschieden. In ähnlicher Weise werden solche Wirklichkeiten auch vom Konstruktivismus begrifflich getrennt. Auch Alfred Lorenzer (1922–2002) hat u. a. bei seiner Beschäftigung mit Fragen der Sprachpathologie ähnliche Zusammenhänge hergestellt, die aus zwei unterschiedlichen Lebensphasen stammen und einander ausschließende Bewertungen erfuhren. Er nannte das Verfahren szenisches Verstehen. Durch Aufdecken einer jeweils verdrängten Originalszene gelang es ihm, stereotype Verstöße gegen Verhaltenserwartungen (Alltagsszenen) verständlich zu machen und damit ihre Verursachung zu rekonstruieren. Die meist zurückliegende, frühkindliche Originalszene und die präsenten auffälligen Alltagsszenen nannte er analoge Szenen. Der Psychoanalyse fällt damit die Aufgabe zu, innere Wirklichkeiten aufzudecken und verständlich zu machen.

## Formen

### Psychodynamik
Zur Psychodynamik der Deckerinnerungen wird die Entwicklung ungenügend verarbeiteter innerer Eindrücke von Freud mit der Traumatheorie in Verbindung gebracht. Freud unterscheidet dabei positive und negative Phänomene. Die positiven und negativen Deckerinnerungen stehen im Verhältnis des Gegensatzes zu dem jeweils unterdrückten Inhalt. Beide sind durch Fixierung an ein Trauma charakterisiert, sie haben jedoch entgegengesetzte Tendenz, insofern die eine von beiden die traumatische Situation wiederholt, die andere sie jedoch zu vermeiden sucht, siehe Kap. Annahme.

#### Positive Deckerinnerungen
Positive Deckerinnerungen sind durch analoge Beziehungen zu anderen Menschen geprägt, siehe den Begriff der analogen Szenen in Kap. Zwei Arten der Erinnerung. In ihnen lebt der ursprüngliche Konflikt wieder neu auf. Sie äußern sich in einem Wiederholungszwang. Es besteht eine kontraphobische Einstellung. Diese Zwänge bestimmen ohne entsprechende Analyse die scheinbar unwandelbaren Charakterzüge des Betroffenen. So kann etwa bei einem Mann eine traumatisch erlebte und daher vergessene, übermäßige frühe Mutterbindung dazu führen, dass im späteren Leben Frauen gesucht werden, von denen er sich abhängig machen kann, von denen er sich nähren und erhalten lässt.

#### Negative Deckerinnerungen
Negative Deckerinnerungen sind durch Vermeidungen geprägt. Sie stellen sich als Hemmungen dar, die sich bis zu Phobien steigern können. Sie sind als Abwehrreaktionen zu verstehen.

### Zeitliche Relationen
Deckerinnerungen stehen in der Regel in zeitlichem Zusammenhang mit kindlichen Entwicklungsstadien zwischen dem 2.–4. Lebensjahr. Es bestehen – was die zeitlichen Angaben zu ersten kindlichen Erinnerungen angeht – große individuelle Verschiedenheiten bei den entsprechenden Untersuchungen, die zuerst von Victor und Catherine Henri erfolgten. Je nach Datierung unbewusster Eindrücke durch die Analyse hob Freud Unterschiede in einem zeitlichen Bezugsrahmen hervor. 

#### Vor- und rückläufige Deckerinnerungen
Die verdeckte und daher unbewusste Erfahrung kann sowohl in der frühen Kindheit selbst liegen als auch im Jugendlichen- und Erwachsenenalter. Von rückgreifender oder rückläufiger Deckerinnerung sprach Freud dann, wenn die verdeckte und daher unbewusste Erfahrung im Jugend- und Erwachsenenalter bestätigt werden kann und die bewusste Erinnerung in die Zeit der frühen Kindheit datiert wird. Die Bestätigung erfolgt durch gezielte analytische Befragung nach den dabei assoziierten Gedankeninhalten. Umgekehrt und wohl viel häufiger sei es nach Freuds Auffassung, dass die verdeckte und daher unbewusste Erfahrung in der frühen Kindheit selbst liegt, die bewusste Erinnerung jedoch in späterer Zeit. Wird somit von beiden Arten der Erinnerung die frühe Kindheit ausgeblendet und die bewusste Erinnerung ins Jugend- oder Erwachsenenalter verlegt, besteht nach Freud eine vorgreifende oder vorgeschobene Deckerinnerung. Erfolgte die Umdatierung des unbewussten ursprünglichen Eindrucks noch innerhalb der frühen Kindheit selbst, so benannte Freud sie als anstoßende oder gleichzeitige Deckerinnerung.
Freud fasste diese unterschiedlichen Formen unter dem Begriff der Deckerinnerung zusammen, da ihnen ein gemeinsamer Mechanismus der Verdrängung, nämlich in Form der Verschiebung zugrunde liegt.

### Abgrenzung von Paramnesien
Gedächtnisausfälle und Erinnerungsverfälschungen treten entweder in Form einer Paramnesie (falsche Erinnerung), als einfaches Vergessen von Namen oder als Deckerinnerung auf. Deckerinnerungen haben sowohl Beziehungen zur normalen Amnesie (Gedächtniseinbuße) für die Kinderjahre mit dem Zurücktreten primärprozesshafter Entwicklungen als auch zu pathologischen Entwicklungen im Sinne der Neurose. Daher betrachtet Freud die Kindheitsperiode als wesentlich für die Entstehung von Neurosen. Eine Unterscheidung und Abgrenzung ist durch den für Deckerinnerungen recht spezifischen Verdrängungsmechanismus der Verschiebung möglich. Im Falle der Deckerinnerung berichten die Untersuchten zunächst von einer besonders intensiven infantilen Erinnerung an ein verhältnismäßig unwichtiges unproblematisches Ereignis der frühen Kindheit. Die Analyse bestätigt jedoch, dass diese Erinnerung in Zusammenhang mit verdeckten emotionalen (sexuellen) Erfahrungen oder Phantasien steht, die zu ganz beliebigen Zeiten im gesamten Verlauf der psychosexuellen Entwicklung auftreten können. Sie werden durch den Modus der Deckerinnerung verdrängt. Das ursprünglich anstößige Ereignis ist deshalb vergessen, weil es verdrängt wurde. Die Deckerinnerung stellt hier einen Kompromiss dar, der peinliche Affekt dauert fort und tritt in der oft überdeutlichen jedoch abgewandelten, unschädlich gemachten bzw. verschobenen Deckerinnerung wieder ins Bewusstsein ein. Die Assoziation, durch die beide Erlebnisse verbunden sind, sollte psychoanalytisch aufgearbeitet werden. Beim Namenvergessen werden die Ersatznamen vom Betroffenen als falsch erkannt, bei der Deckerinnerung wundert sich der Untersuchte, dass er überhaupt über eine so klare Erinnerung verfügt.

## Psychoökonomie
Der sich erinnernde Proband selbst misst der Deckerinnerung nur geringe Bedeutung bei, obwohl er sich vermeintlich sehr deutlich an einzelne Elemente seiner Eindrücke erinnert. Aus der Sicht des Analytikers aber ist diese geringe Bedeutung Ausdruck psychoökonomischer Vorgänge, deren Ziel darin besteht, die seelische Spannung des gesamten Systems möglichst gering zu erhalten. Die Verdrängung muss daher zu einem Zeitpunkt erfolgt sein, bei dem es nicht möglich war, mit einem erhöhten Spannungspotential an seelischer Energie zu einer Lösung des betreffenden bedeutungsvollen Eindrucks und Erlebnisses zu gelangen. Die Analyse kann jedoch dazu beitragen, solche Blockierungen zu lösen.

## Rezeption
Bereits Freud wies auf die Parallelen der Kindheitserinnerungen mit der Mythenbildung hin. Diese Parallelität ergibt sich aus dem psychogenetischen Grundgesetz. Eugen Drewermann hat diesen Aspekt aufgegriffen und hieraus Schlussfolgerungen für die Interpretation von Mythen gezogen, insofern als er sie als Erinnerungsleistungen der menschlichen Universalgeschichte ansieht. Diese sind wegen psychologischer Motive bei der Mythenbildung zu unterscheiden von den rein sachlichen historischen Gegebenheiten, ebenso wie die Deckerinnerungen von rein lebensgeschichtlichen bzw. rein biographischen Fakten abzugrenzen sind. Drewermann betont die bei Deckerinnerungen erfolgende synchronistiche Verschmelzung der verschiedenen Erinnerungselemente, vgl. a. Kap. Zeitliche Relationen und den u. a. von C. G. Jung geprägten Begriff der akausalen Synchronizität bzw. den in der Philosophie gebrauchten Begriff der Gleichzeitigkeit.